# Makadámút
A makadámút tömörített kőzúzalék-borítással rendelkező műút, mely a modern műutak elődje. Nevét feltalálója, John Loudon McAdam skót mérnök után kapta. 

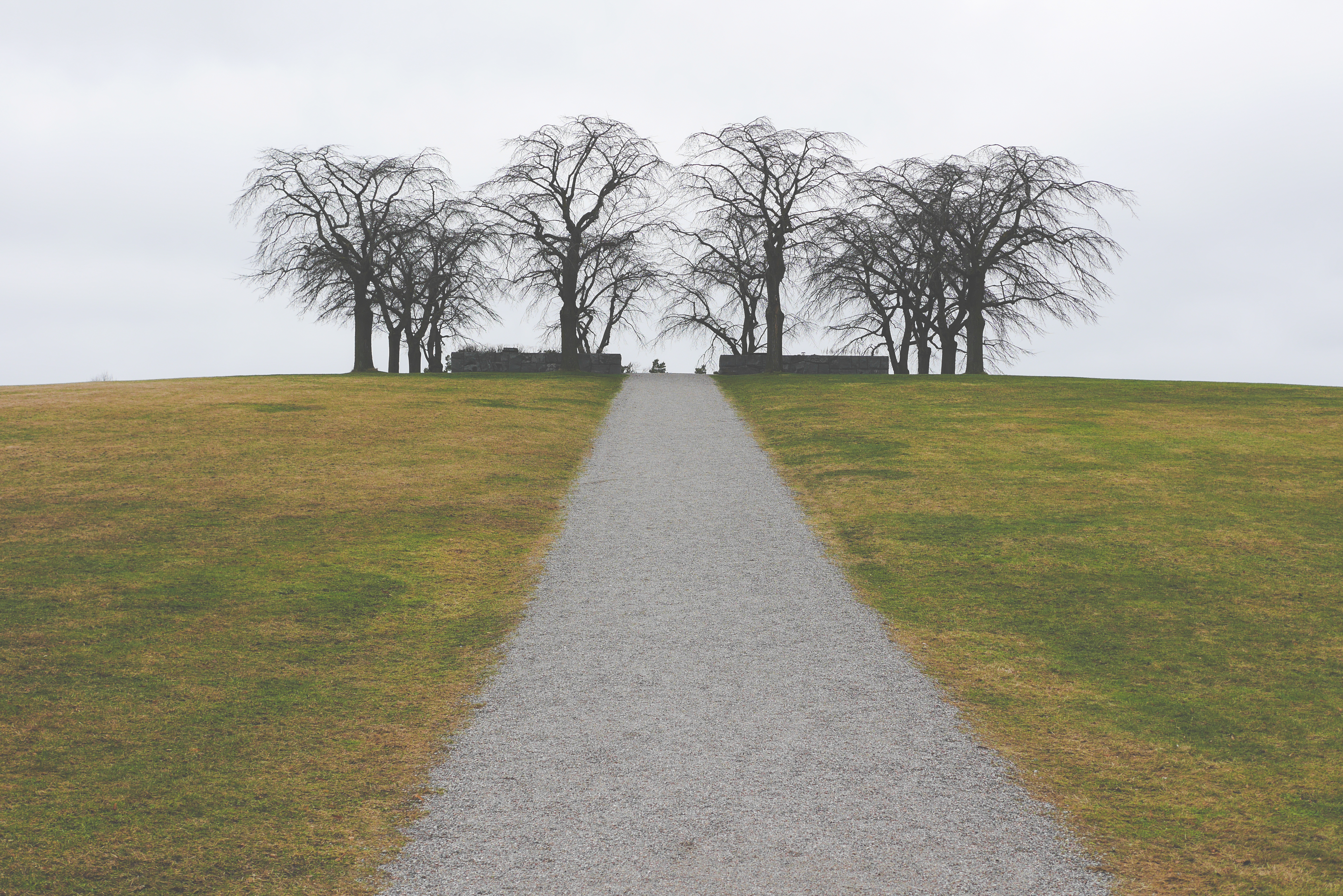
Makadámút

## A makadámút előzményei

### Már a rómaiak...
A műút klasszikusa a római korban épült út. Alaposan megtervezett utak voltak, gondoskodtak a víztelenítésükről, erős alapot építettek, és folyamatosan gondoskodtak az utak karbantartásáról is.
Az út építése a vízelvezető árkok elkészítésével kezdődött, majd az út helyét, a földet tömörítették. A fontosabb utak szélessége 10–13 m volt, ezeken a forgalom kétirányú volt. Az úttest magassága – a ledöngölt földalaptól az út felszínéig – 1 m. A teherbíró része, a középső 5–7 méteres sáv, négy rétegből állt: 
- a legalsó 30 cm-es réteg, az alap, 10–20 cm-es terméskőből,
- a második, 25 cm-es réteg ökölméretű kavicsokból,
- a harmadik, szintén 25 cm-es réteg dió méretű kavicsokból állt,
- a legfelső, 20 cm-es réteg pedig kavicsos homok habarcsban, felülete domborúra kiképezve, ebbe ágyazták a burkoló köveket, burkoló kőlapokat. Később a burkoló kövek alkalmazását elhagyták, úgy, hogy a rakott terméskövekkel kialakított burkolatalapra először nagyobb szemcseméretű, majd kisebb szemcseméretű zúzottkövet terítettek. (Ez a változat tekinthető a későbbi makadámburkolatok ősének is.)

A római birodalom bukása után gyakorlatilag megszűnt az útépítés, így az úthálózat a középkorra leromlott, tönkrement. Az ekkori kereskedelmi utak jórészt földutak voltak. Az újabb útépítési igényt a polgári fejlődés, az iparosodás váltotta ki, a 17. században alakult ki Európában a francia és az angol útépítési gyakorlat.

### Az ipari forradalom megkövetelte a műutat
Az ipari forradalom révén fejlődésnek induló közlekedés maga után vonta a jó minőségű műutak igényét. A modern út építésének megteremtője Pierre-Marie-Jérôme Trésaguet volt, Franciaországban ő vezette be az ún. rakottkő alapú útpályát, 1764-től. Bizonyos mértékig a római utak példáját követte. Ő háromrétegű úttestet építtetett. Első rétegnek csúcsaival felfelé álló 15–20 cm magas terméskőből álló alap készült, ennek hézagai közé megfelelő méretű és mennyiségű kiékelő zúzalékot döngöltek be. Erre a felületre kb. 10–15 cm vastagságú zúzottkő réteg került, amelyre 5–10 cm vastag kisebb szemnagyságú (dió nagyságú) zúzalékot vittek fel. Vagyis – 35–40 cm-es vastagságuknál fogva – sokkal kisebb anyagigényűek az ő útjai a régi római utakhoz képest, márcsak azért is, mert sokkal keskenyebbek, mindössze 5–6 m szélesek voltak.
Ez az útépítési mód vált általánossá Európában. A kezdeti időkben az út felületét a ráengedett forgalom tömörítette be, 1830-tól építésük során már lóvontatású hengereket alkalmaztak.

## A makadámút

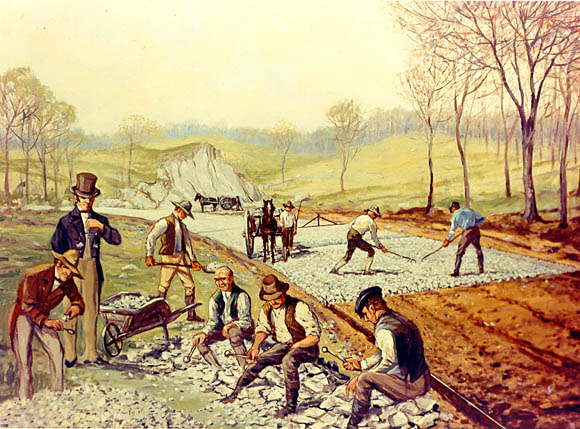
Makadámút építése a 19. század elején

A makadámút szülőhazája Anglia. A skót születésű John Loudon McAdam bristoli kerületi útfelügyelő hosszú gyakorlati megfigyelései alapján változtatott az addigi útépítési technológián.
Útépítési elvei:
- A járművek kerekei csak az út felületét koptatják. Tehát – hibátlan elkészítés után – az út felszínének rendszeres karbantartása esetén az út alapzata sohasem rongálódhat meg. Ebből kiindulva állította, hogy az ő útjainak nincs szükségük külön alépítményre.
- Nem a zúzottkő keménysége számít, hanem az egyenletes méretük: az egyenlő nagyságú kövekben van meg a helyben maradás tulajdonsága. Ugyanis ha egy-egy nagyobb kő kerül közéjük, ezt a kocsikerekek csakhamar kimozdítják helyéből, és ezáltal az úttest elveszti folytonosságát.
- Az útfelület az esetben marad hibátlan és vizet át nem eresztő, ha az út ágyazata száraz és egyöntetű. Ehhez előírás: a zúzottkő alsó rétege az út menti szivárgóárok állandó vízszíne felett legalább 8 cm-re álljon.

### A vízkötésű makadámút
Újításait 1822-ben vezette be. A nem túl termelékenyen építhető rakott terméskőalap helyett egy 25 cm összvastagságú, több rétegben felvitt zúzottkőréteget teríttetett le. A földműre elsőként kb. ökölnyi nagyságú durva zúzottkőből terítettek szét, lazán, 15–20 cm-es vastagságban, erre kisebb szemcseméretű zúzottkövet terítettek 6–8 cm-es vastagságban, amelynek a felületére általában még kisebb méretű, homokkal kevert, ún. hengerlési zúzalékot is szórtak, illetve hengereltek be kiékelésként.
McAdam neve olyannyira ismertté vált, hogy a zúzottkőburkolatokat az egész világ makadámburkolatnak nevezi. Mivel a kötőanyag nélküli makadámburkolat hengerléses kiékeléséhez vizet is permeteztek ki, elterjedtté vált a vizes makadám megnevezés.

### A kátránykötésű makadámút
A kötőanyag nélküli út felülete állandóan kopott, ezért azokat pótolni kellett. És az is gond volt, hogy az utak állandóan porzottak. Ez nemcsak a motorizáció kezdetétől volt így, hanem korábban is, még a lovaskocsis forgalom idején is. Ezért eleinte kőburkolattal fedték be a városi, főleg a belvárosi makadámutakat. A külvárosi makadámutak portalanítását kátrányolajjal oldották meg.
Még fejlettebb technológia az aszfalt-makadámút:  már 1837-ben felfedezték, hogy a forró állapotúra hevített természetes aszfalt porítható, majd abból vízzáró aszfaltburkolat készíthető: a rendes módon előállított makadámutat aszfalttal leöntik, és így a makadámút felületét egyenletesebbé és ellenállóbbá teszik.